# Grossarlbach
Grossarlbach är ett vattendrag i Österrike.   Det ligger i förbundslandet Salzburg, i den centrala delen av landet, 260 km väster om huvudstaden Wien.
I omgivningarna runt Grossarlbach växer i huvudsak blandskog. Runt Grossarlbach är det ganska glesbefolkat, med 45 invånare per kvadratkilometer.